# Peggy Lee
Peggy Lee (Jamestown, Észak-Dakota, 1920. május 26.  –  Bel Air, Los Angeles, Kalifornia, 2002. január 22.) Grammy-díjas amerikai énekesnő, dalszerző, színésznő.

## Gyermekkora
Hetedik gyerek volt a nyolcgyermekes családban. Anyja meghalt, amikor Peggy még csak négy éves volt.

## Pályakép
Kezdetben egy helyi rádió énekesként lépett fel Benny Goodman nagyzenekara kiséretével. Az évek során sokoldalú előadóművésszé vált. Írt dalokat, szerepelt filmekben. Dalaiban a költészet összefonódik a zenével. Több, mint 200 dalt írt, melyeket olyan nagy nevek adtak elő, mint Tony Bennett, Nat King Cole, Doris Day, Ella Fitzgerald, Nina Simone, Bing Crosby, Natalie Cole.
Számos mozifilmben szerepelt, így a Mr. Music-ban Bing Crosby-val, a The Jazz Singer-ben Danny Thomas-szal, és a Pete Kelly’s Blues-ban Jack Webb-bel, ami Oscar-díj jelölést érdemelt a legjobb színésznő kategóriában (1955).

## Albumok

### Capitol Records
- 1948 Rendezvous with Peggy Lee
- 1952 Rendezvous with Peggy Lee

### Decca Records
- 1953 Black Coffee
- 1954 Songs in an Intimate Style
- 1954 White Christmas soundtrack|Selections from Irving Berlin’s 'White Christmas' (Bing Crosbyval és Danny Kaye-jel)
- 1955 Songs from Pete Kelly’s Blues' (Ella Fitzgerald-dal)
- 1956 Black Coffee (12-inch version)
- 1957 Dream Street
- 1957 Dal a Walt Disney „Lady and the Tramp” c. filmhez

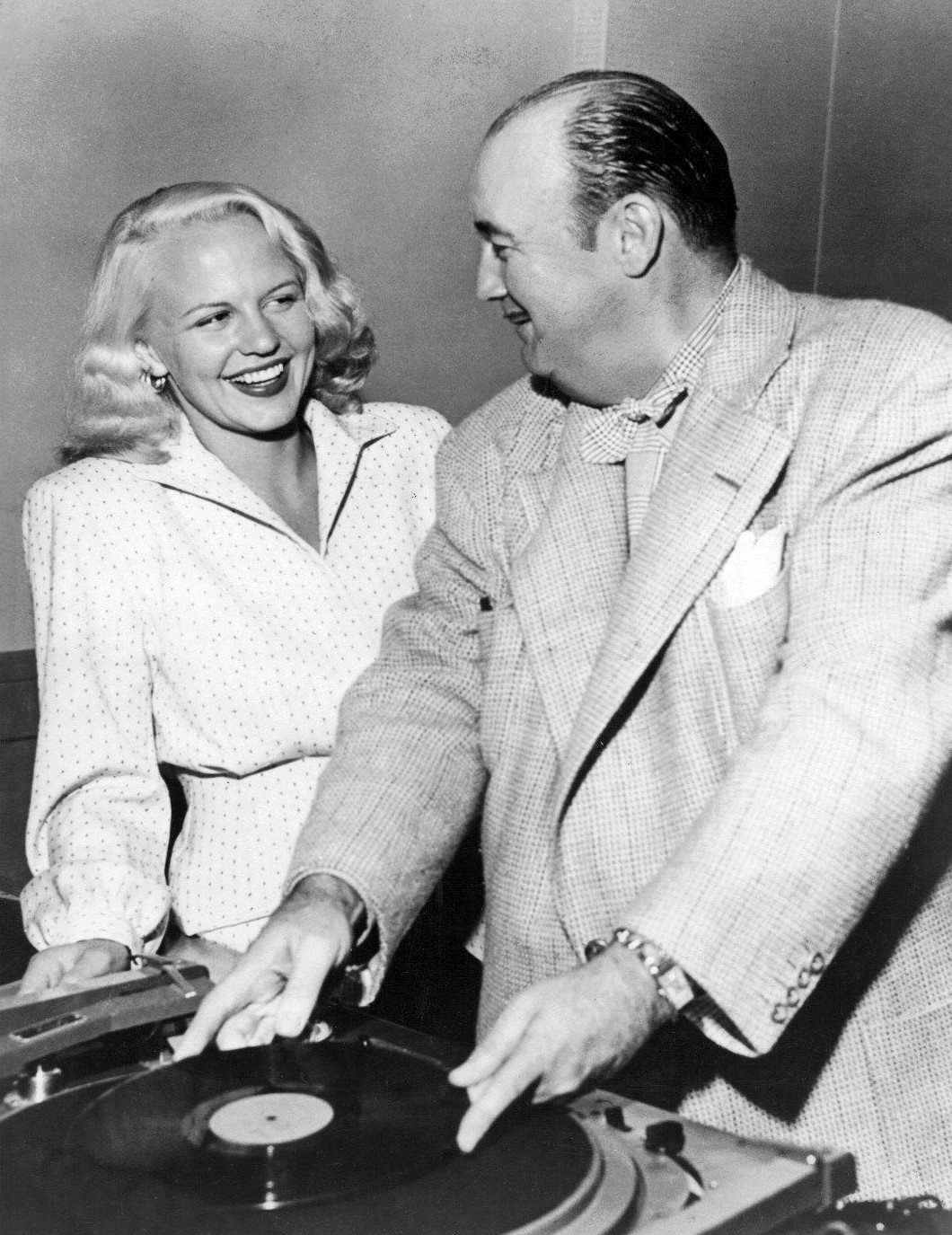
Peggy Lee és Paul Whiteman, 1947

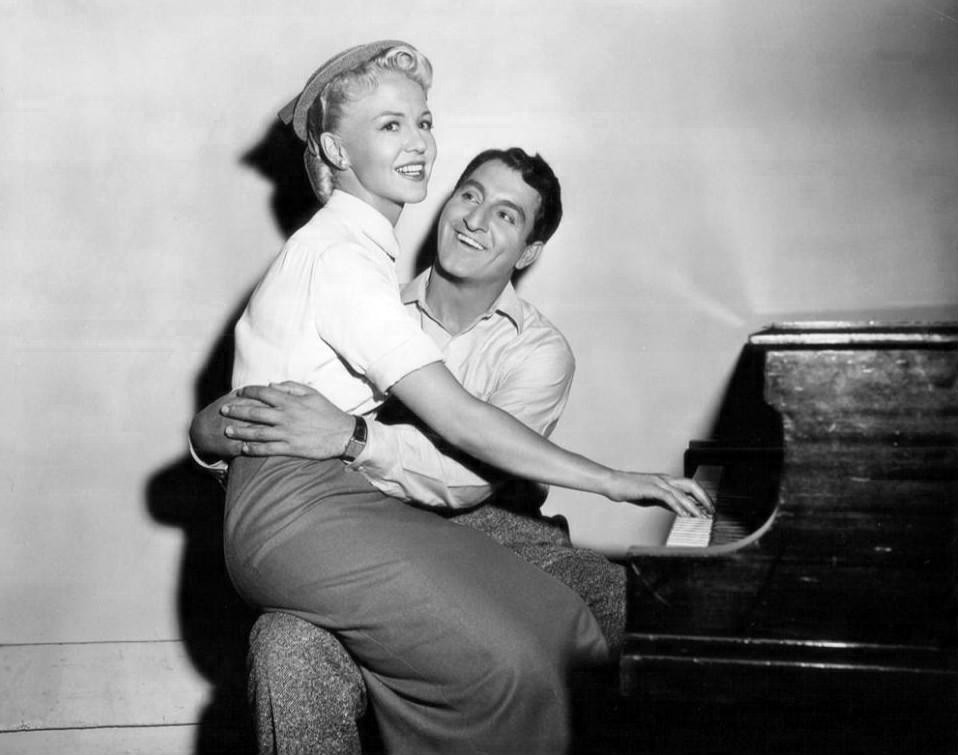
Danny Thomasszal A dzsesszénekes (The Jazz Singer) című filmben, 1952

- 1958 Sea Shells
- 1959 Miss Wonderful

### Capitol Records
- 1957 The Man I Love
- 1959 Jump for Joy
- 1959 Things Are Swingin'
- 1959 I Like Men!
- 1959 Beauty and the Beat!
- 1960 Latin ala Lee!
- 1960 All Aglow Again!
- 1960 Pretty Eyes
- 1960 Christmas Carousel
- 1960 Olé ala Lee
- 1961 Basin Street East Proudly Presents Miss Peggy Lee
- 1961 If You Go
- 1962 Blues Cross Country
- 1962 Bewitching-Lee
- 1962 Sugar 'N' Spice
- 1963 Mink Jazz
- 1963 I’m a Woman
- 1964 In Love Again!
- 1964 In the Name of Love
- 1965 Pass Me By
- 1965 Then Was Then — Now Is Now!
- 1966 Guitars A là Lee
- 1966 Big $pender
- 1967 Extra Special!
- 1967 Somethin' Groovy!
- 1968 2 Shows Nightly
- 1969 A Natural Woman
- 1969 Is That All There Is?
- 1970 Bridge Over Troubled Water
- 1970 Make It With You
- 1971 Where Did They Go
- 1972 Norma Deloris Egstrom from Jamestown, North Dakota

### Egyebek
- 1974 Let’s Love
- 1975 Mirrors
- 1977 Live in London
- 1977 Peggy
- 1979 Close Enough for Love
- 1988 Miss Peggy Lee Sings the Blues
- 1990 The Peggy Lee Songbook: There’ll Be Another Spring
- 1993 Love Held Lightly: Rare Songs by Harold Arlen
- 1993 Moments Like This